# مباني القريات (فرسان)
مباني القريات هي موقع أثري يقع في محافظة فرسان التابعة لمنطقة جازان في المملكة العربية السعودية، ويعود إلى الفترة الإسلامية المتأخرة.

## الموقع
تقع شمال غرب محافظة فرسان بحوالي 19 كيلاً، حيث أن من يسلك طريق فرسان - صير حتى منعطف السقيد(فرسان الصغرى)، وعلى بعد 5 كم يشاهد أساسات مباني القريات شرقي الطريق بحوالي كيلوين على أرض منبسطة، حيث تنتشر على السطح كسر الفخارية، والموقع يتكون من أساسات لمبان متفرقة أغلبها يمثل وحدات سكنية صغيرة تنتشر على حيز بطول 200م وعرض 200م.

## مراحل الاستيطان
يظهر أن هذا الموقع مر بمرحلتين من الاستيطان يبين ذلك من حيث طريقة البناء والمواد المستخدمة.

### المرحلة الأولى
استخدمت فيها عملية التعشيق في البناء دون استخدام الموة، وإنما بحجارة ضخمة ومهذبة تصل مقاسات الحجر الواحد إلى طول 3م، وعرض 90 سم، وارتفاع 90سم، وبسمك 40 سم، هذا بالنسبة للجدران الخارجية أما التقسيمات الداخلية فبنيت نم حجارة مهذبة أقل حجماً وسماكة من الجدران الخارجية، كما نجد أن تخطيط الوحدات السكنية متكرر، ويتمثل بمدخل رئيس يؤدي إلى ساحة صغيرة تفتح عليه مجموعة من الوحدات الداخلية.

### المرحلة الثانية
تمثل الغالبية العظمى لهذا الموقع، وتعد أحدث من المرحلة السابقة، فنجد أن الوحدات السكنية بنيت بحجارة غير مهذبة، وبطريقة عشوائية نوعاً ما، وفي إحدى الوحدات يوجد حجر مستطيل الشكل مقعر نسبياً طوله 175سم، وعرضه 90سم، وسماكته 20سم ، وهو على شكل سرير محمول من الحجارة كأرجل.
وخلال الدراسة بعض المقتطفات السطحية المرجح أن الموقع يعود إلى فترة إسلامية متأخرة .